# Teenage Euthanasia
Teenage Euthanasia est une série télévisée d'animation américaine pour adultes créée par Alyson Levy et Alissa Nutting (en) et diffusée entre le 6 septembre 2021 et le 28 septembre 2023 sur Adult Swim.
En France, la série a commencé sa diffusion le 21 mars 2022 sur [adult swim].

## Sypnosis
Dans un futur proche légèrement apocalyptique, Trophy Fantasy est une mère adolescente qui a laissé sa petite fille Euthanasia "Annie" Fantasy sous la garde de sa mère croque-mort Baba et de son demi-frère Pete à leur salon funéraire Tender Endings à Fort Gator, en Floride. Après avoir obtenu un divorce dévastateur avec son mari actuel et être morte d'une overdose 15 ans plus tard, le cadavre de Trophy est livré à Baba à Tender Endings comme sa demande écrite à ceux qui l'ont trouvée morte. Une combinaison inattendue du fluide d'embaumement de Baba, des larmes d'Annie et d'un éclair d'orage fait revivre Trophy en tant que zombie sensible doté de capacités surnaturelles qui impliquent de loger un essaim de coléoptères sensibles dans son entrejambe.
Chaque épisode se termine par une scène post-crédits.

## Distribution
- Jo Firestone (en) (VFB : Lise Leclercq) : Euthanasia « Annie » Fantasy
- Maria Bamford (en) (VFB : Marcha van Boven) : Trophy Fantasy
- Tim Robinson (en) (VFB : Philippe Allard) : l'oncle Pete
- Bebe Neuwirth (VFB : Cécile Florin) : Baba